# Herman Lampaert
Herman Lampaert (Gent, 25 april 1931) is een Belgisch grafisch vormgever en auteur. Hij was jurylid van de Plantin-Moretusprijs voor best vormgegeven boeken en schreef mee het standaardwerk In koeien van letters: 50 jaar grafische vormgeving in Vlaanderen (1997).
Voor Lampaert is het essentieel dat zijn ontwerpen uitsluitend voor drukdoeleinden werden ontworpen (en dus niet digitaal). Papieren uitgaven zijn immers talrijker qua voeling, textuur, plooien van het papier etc. ... Daarom doet een digitale foto als representatie van zijn werk - het werk onrecht aan. Als grafisch ontwerper is dit besef belangrijk om te delen.

## Biografie
Na drie jaar studeren aan het Sint-Lucas Instituut te Gent stapt Lampaert in 1955 over naar École nationale supérieure des arts visuels, ook gekend als l'École La Cambre of 'Ter Kameren' te Brussel. Op de school studeren ook de volgende ontwerpers af: Jan Heylen, Jacques Jauniaux, Michel Olyff, Luc Claus, Sophie Bertot, Seppe Broes, Roland Denaeyer en Corneille Hannoset. De laatste vijf worden ook leerkracht op de school. Allen werden zij aangesteld door Henry van de Velde vanaf 1927. 
Later werd hij zelf leraar grafisch ontwerp in Antwerpen en Brussel.
Daarnaast is hij zelfstandig vormgever. Lampaert werkt regelmatig voor de uitgeverij Lannoo in Tielt. Zijn modernistisch-functionalistisch werk werd opgemerkt door internationale architecten, fotografen en ontwerpers waardoor vele samenwerkingen plaatsvonden.
Samen met Antoon De Vylder leverde Lampaert in 1990 voor de Vlaamse overheid het embleem en de huisstijl van de Vlaamse Gemeenschap, met onder meer de sterk gestileerde Vlaamse leeuw, maar ook een bijhorend geheel van kleuren, lettertype Galliard, maten en verhoudingen voor grafische uniformiteit in de overheidspublicaties.
In 1997 publiceerde hij Kroniek van de vorm. Tweeduizend jaar visuele expressie in West-Europa (80 n.o.t tot 1990).
Hij was lid van de jury van de voormalige Plantin-Moretusprijs voor de beste Nederlandstalige boeken op het vlak van verzorgde vormgeving, illustratie, en grafisch-technische productie.